# Omospermidina sintasi
La omospermidina sintasi è un enzima numero EC 2.5.1.44 appartenente alla classe delle transferasi, che catalizza la seguente reazione
2 putresceina ⇄ sim-omospermidina + NH3 + H+